# لي نوريمونت (جبل)
لي نوريمونت (بالإنجليزية: Le Noirmont (mountain))‏ هو أحد جبال سلسلة جورا وجزء من القمة الأم مونت تيندري يقع في كانتون فود, سويسرا. يبلغ ارتفاع الجبل حوالي 1567 متر، بينما يبلغ ارتفاع نتوء الجبل 237 متر.